# Kitty van der Mijll Dekker
Catharina Louisa (Kitty) van der Mijll Dekker (Jogyakarta, 22 februari 1908 – Nijkerk, 6 december 2004) was een Nederlandse textielkunstenares. Zij staat bekend als degene die de theedoek in Nederland heeft gemoderniseerd. Door de geometrische vormen, de weeftechniek en de kleuren week haar werk af van het geblokte huishoudtextiel dat in die tijd populair was. Naast huishoudtextiel maakte ze ook vloer- en wandkleden. Van der Mijll Dekker was getrouwd met de Duitse architect Hermann Fischer, een studiegenoot van het Bauhaus. 

## Leven en werk
Na een opleiding aan de Academie van Beeldende Kunsten in Den Haag en de Hornsey School of Art in Londen volgde Van der Mijll Dekker haar opleiding aan het Bauhaus in Dessau. Oorspronkelijk had ze daar binnenhuisarchitectuur willen gaan studeren, maar werd alleen geaccepteerd op de weverij. Na deze opleiding vertrok ze in 1932 naar Nunspeet, waar ze in 1950 trouwde met Fischer. Tot 1966 werkte ze in haar eigen handweverij De Wipstrik, gevestigd in haar woonhuis. Daarnaast was Van der Mijll Dekker vanaf 1935 ook als ontwerpster aan de slag gegaan bij Linnenweverijen E.J.F. van Dissel en Zonen in Eindhoven.
Tijdens haar leven ontving ze diverse prijzen, waaronder de zilveren medaille op de Triënnale Milaan in 1933, de gouden medaille op de Wereldtentoonstelling van 1935 te Brussel en de Prix d'honneur in 1935 te Parijs. In 1936 ontving ze de Quellinusprijs. Werk van Van der Mijll Dekker is onder andere te vinden in de collectie van het Rijksmuseum, het Stedelijk Museum en het Textielmuseum.
Van 1934 tot 1970 gaf Van der Mijll Dekker weefles aan het Instituut voor Kunstnijverheidsonderwijs, het latere Rietveldcollege. Ze was lid van Architectura et Amicitia.
In Nunspeet is een straat naar haar genoemd, het Van der Mijll Dekkerhof.

## Tentoonstellingen
- Bauhaus in Nunspeet, Kitty van der Mijll Dekker en Hermann Fischer (2023)[1]

- Biografisch Portaal: 53821529
- Gemeinsame Normdatei: 134225228
- International Standard Name Identifier: 0000 0000 3864 163X
- Library of Congress Control Number: nb2008014193
- Nederlandse Thesaurus van Auteursnamen: 300721994
- RKD-Nederlands Instituut voor Kunstgeschiedenis: 56064
- Système universitaire de documentation: 123578078
- Virtual International Authority File: 50438265
- WorldCat: E39PBJgX87x4YKH9pCmHJDfTHC